# Ogden (Kansas)
Ogden és una població dels Estats Units a l'estat de Kansas. Segons el cens del 2000 tenia 1.762 habitants.

## Demografia
Segons el cens del 2000, Ogden tenia 1.762 habitants, 690 habitatges, i 462 famílies. La densitat de població era de 907,1 habitants/km².
Dels 690 habitatges en un 41,3% hi vivien nens de menys de 18 anys, en un 52,3% hi vivien parelles casades, en un 12% dones solteres, i en un 32,9% no eren unitats familiars. En el 27% dels habitatges hi vivien persones soles el 5,1% de les quals corresponia a persones de 65 anys o més que vivien soles. El nombre mitjà de persones vivint en cada habitatge era de 2,55 i el nombre mitjà de persones que vivien en cada família era de 3,12.
Per edats la població es repartia de la següent manera: un 32% tenia menys de 18 anys, un 14,4% entre 18 i 24, un 34,7% entre 25 i 44, un 13,1% de 45 a 60 i un 5,9% 65 anys o més.
L'edat mediana era de 27 anys. Per cada 100 dones de 18 o més anys hi havia 95,6 homes.
La renda mediana per habitatge era de 26.750 $ i la renda mediana per família de 31.375 $. Els homes tenien una renda mediana de 25.463 $ mentre que les dones 19.471 $. La renda per capita de la població era de 12.287 $. Entorn del 17,5% de les famílies i el 17,6% de la població estaven per davall del llindar de pobresa.

## Poblacions més properes
El següent diagrama mostra les poblacions més properes.